# Giovanni Cristoforo Romano
Giovanni Cristoforo (ou Gian Cristoforo Romano) est né à Rome en1456 et mort à Lorette dans les Marches italiennes en 1512) est un sculpteur et médailliste italien de la Renaissance.

## Biographie
Fils d'Isaie de Pisa, Gian Cristoforo fut probablement l'élève d'Andrea Bregno. Même si ses premières œuvres de facture assez médiocre et réalisées au Palais ducal d'Urbino permettent d’en douter. 
À Urbino, avant 1482, il collabore avec Ambrogio Barocci (it) de Milan.
Les années suivantes, il travaille pour les cours des duchés de Ferrare et Mantoue, où il est apprécié de la marquise Isabelle d'Este.  
Musicien, il se produit comme chanteur dans différentes villes avec Béatrice d'Este et son chœur.  
Humaniste, il est aussi le conseiller des princes pour leurs acquisitions d'antiquités. 
En 1491, il gagne Milan pour la cour de Ludovic Sforza, qui avait épousé Béatrice d'Este, petite sœur de la marquise de Mantoue. 
Il y est chargé par le duc de concevoir le tombeau de Gian Galeazzo Visconti à la Chartreuse de Pavie, qu'il réalise en collaboration avec Benedetto Briosco.
Cette collaboration apportera un vent de classicisme dans la sculpture lombarde de l’époque ; sculpture qui se caractérise le plus souvent par le faste, celle de l’« horreur du vide » et de l’expressionnisme brut de Giovanni Antonio Amadeo et Antonio Mantegazza.
À la chute des Sforza (1499), il retourne travailler pour Isabelle d'Este, qui lui commande plusieurs médailles raffinées et la précieuse porte de marbre de son studiolo du palais Ducal de Mantoue. Puis il séjourne successivement à Rome, appelé par Jules II, Naples, Crémone où il réalise la tombe Trecchi à Sant'Agata,  puis de nouveau à Milan et Urbino. 
Une nouvelle commande d'Isabelle d'Este concernant la tombe de sainte Osanna Andreasi pour l'église Saint-Dominique de Mantoue n’a pas abouti.
Il examine avec Michel-Ange le Laocoon, chef-d'œuvre antique nouvellement découvert, pour le pape Jules II.
Au début de 1512, peu avant de mourir, l’artiste se rend au sanctuaire de la Sainte Maison de Lorette. 
Il y dirige un temps les travaux du revêtement marmoréen de la Santa Casa dessiné par Bramante et réalise des œuvres non définies.
Dans le Livre du Courtisan de Baldassare Castiglione, il prend la défense de la sculpture.

## Œuvres connues
- Buste de Béatrice d’Este conservé au Musée du Louvre (France)
- Buste de Catherine Cornaro, 1505, Detroit Institute of Arts (EU)
- Buste buste de femme, peut-être Isabelle d’Este, Kimbell Art Museum Fort Worth, Texas (EU)
- Buste de Girolamo Andreasi, Musée Bardini de Florence (Italie)
- Studiolo d’Isabelle d'Este.
- Médaille représentant Isabelle d'Este de Gonzague en 1498. Il en fait une version en or en 1505.
- Tombe de Jean Galeas Visconti, dans la Chartreuse de Pavie

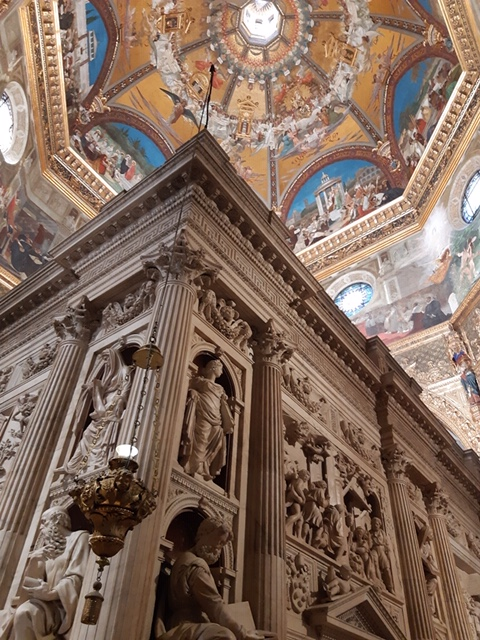
Le revêtement marmoréen de la Sainte Maison de Lorette.
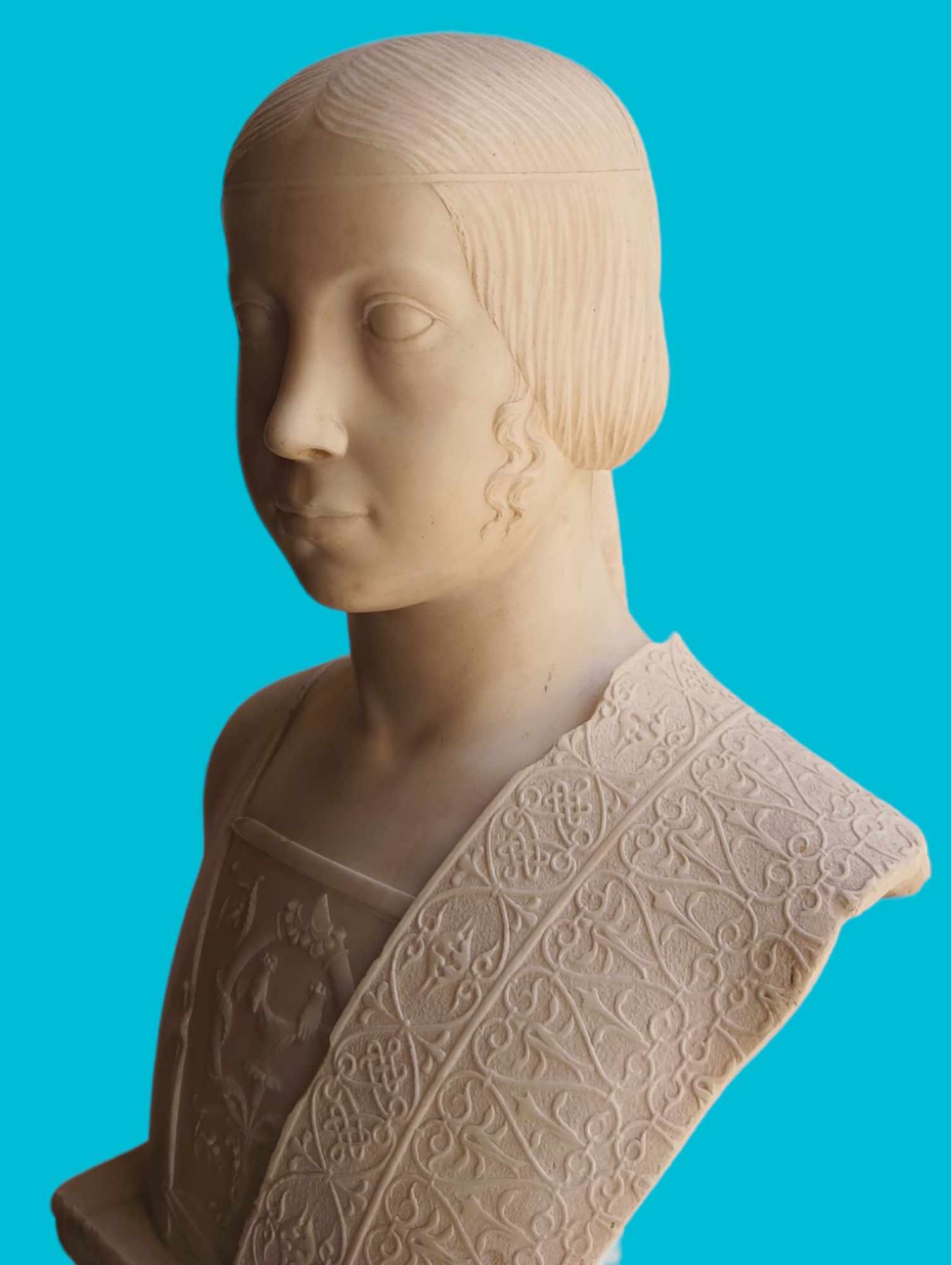
Buste de Béatrice d’Este, Louvre.
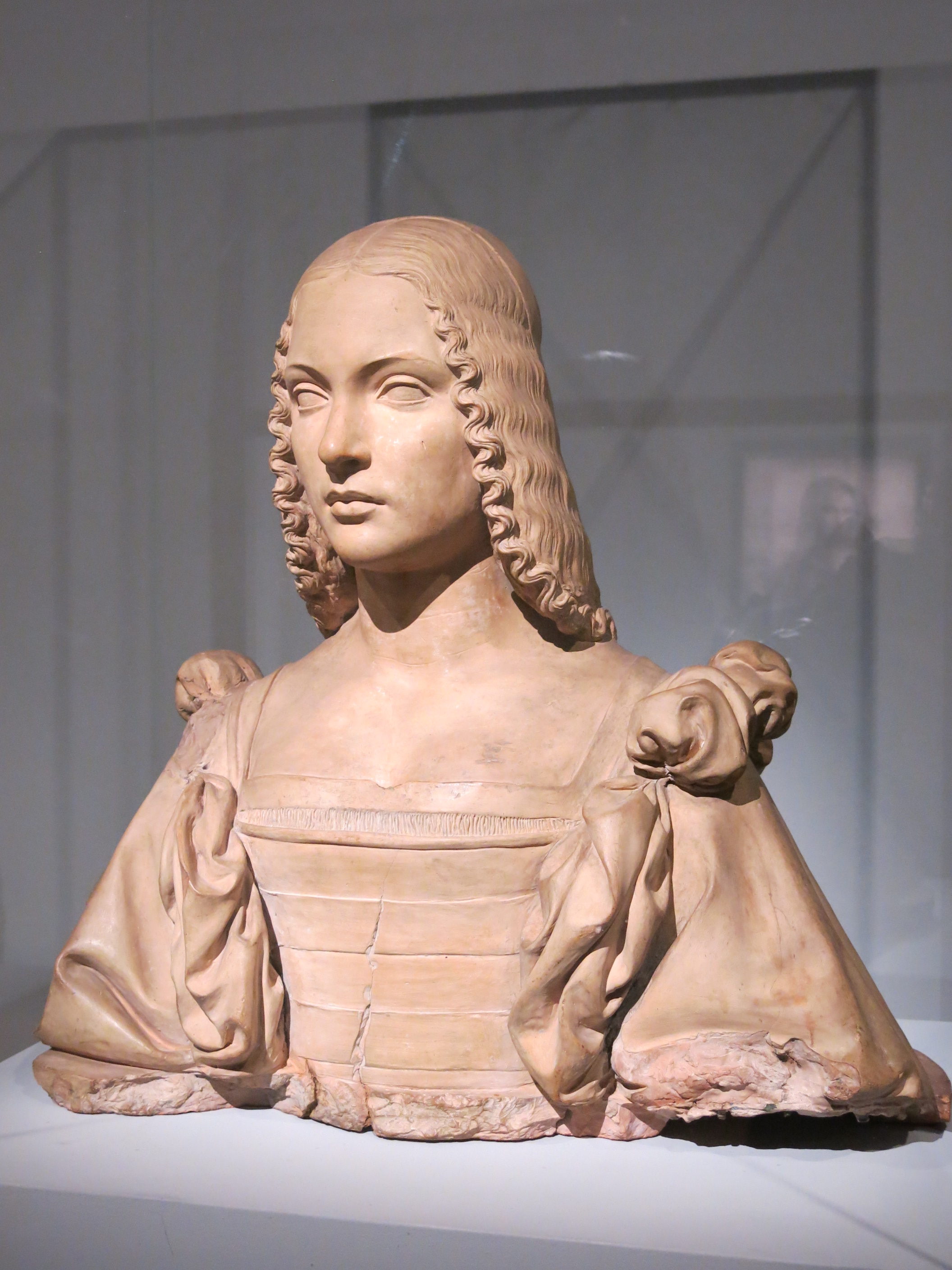
Buste de femme, env.1500.
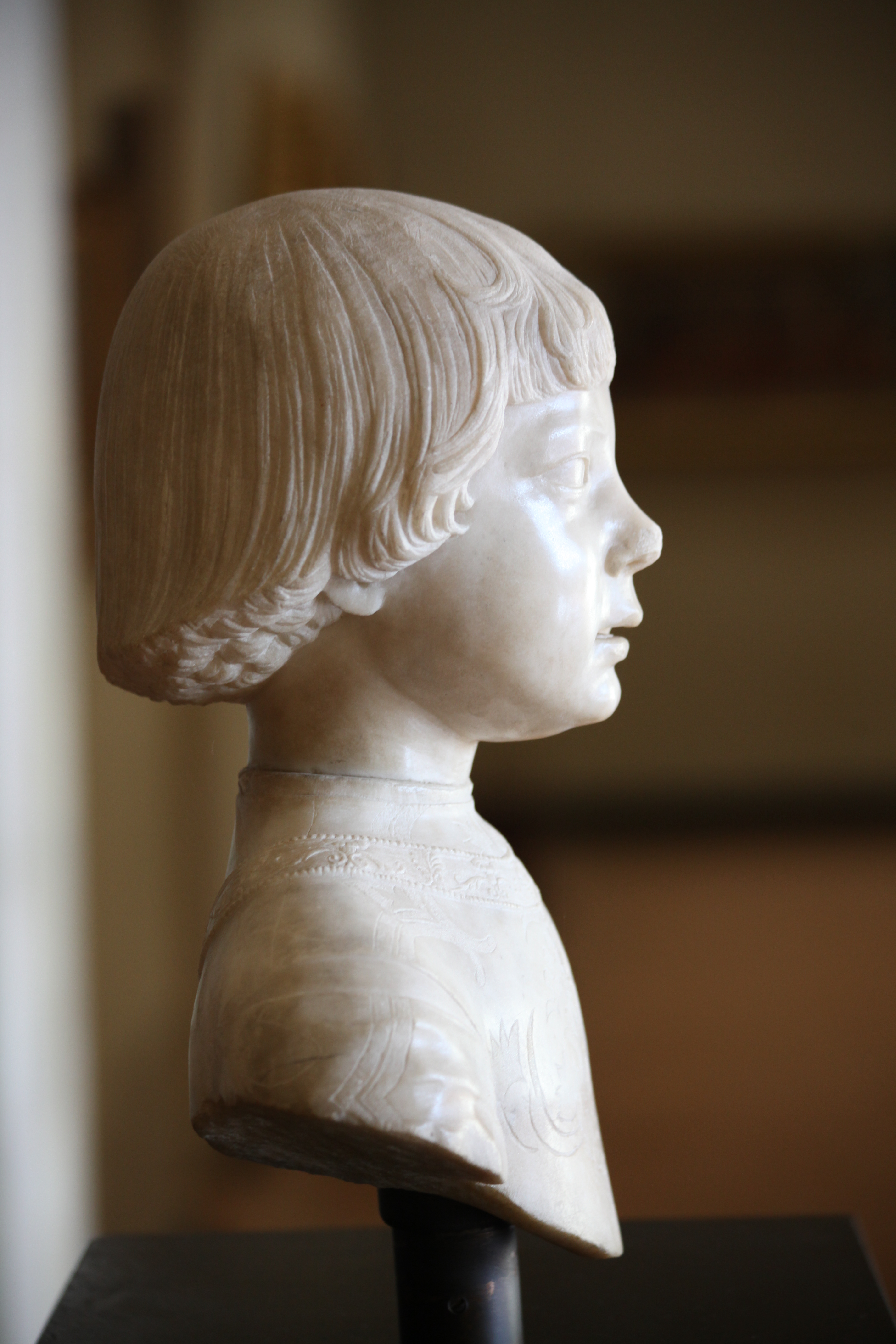
Buste de jeune garçon.
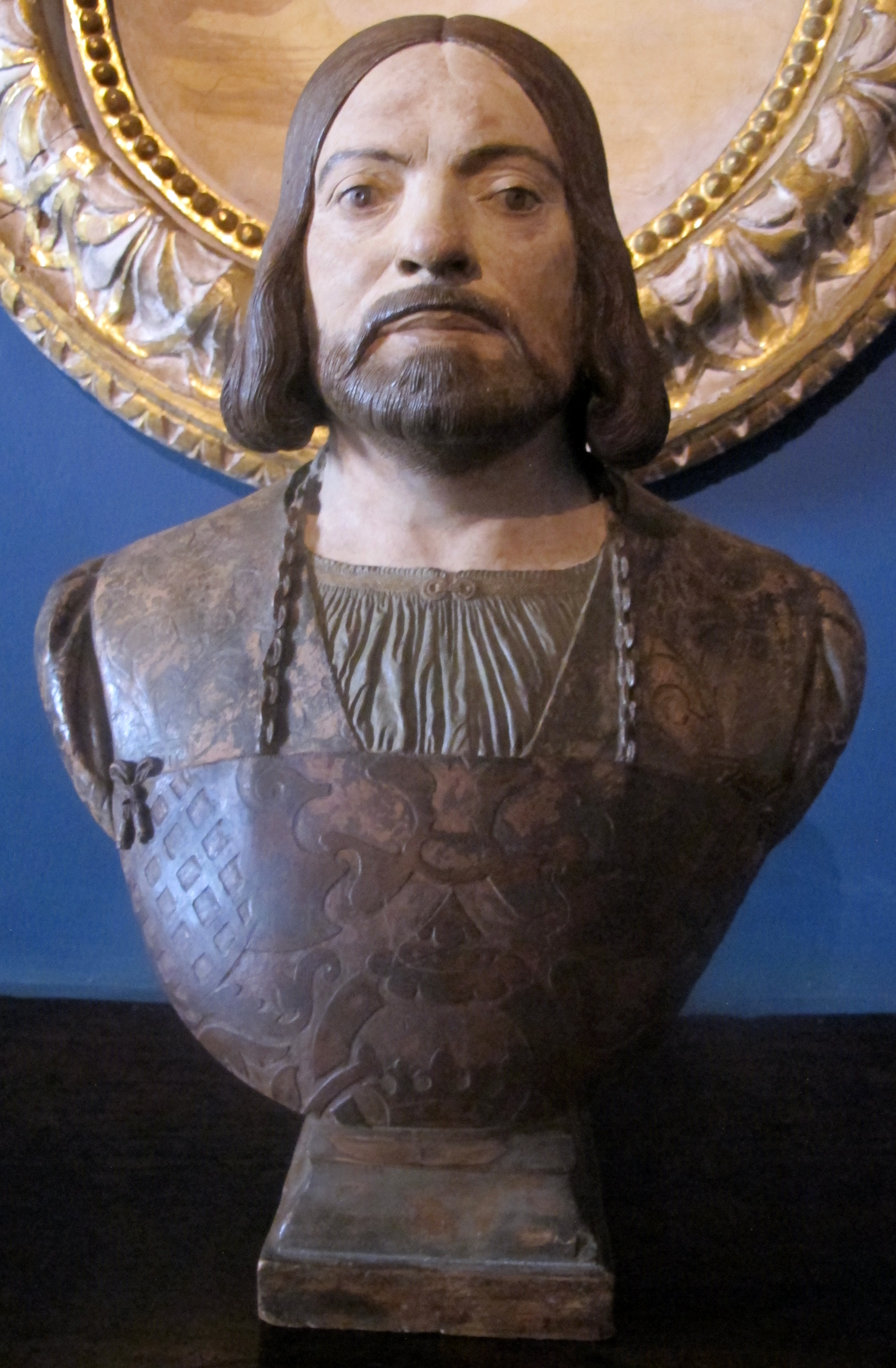
Girolamo Andreasi par Cristoforo Romano
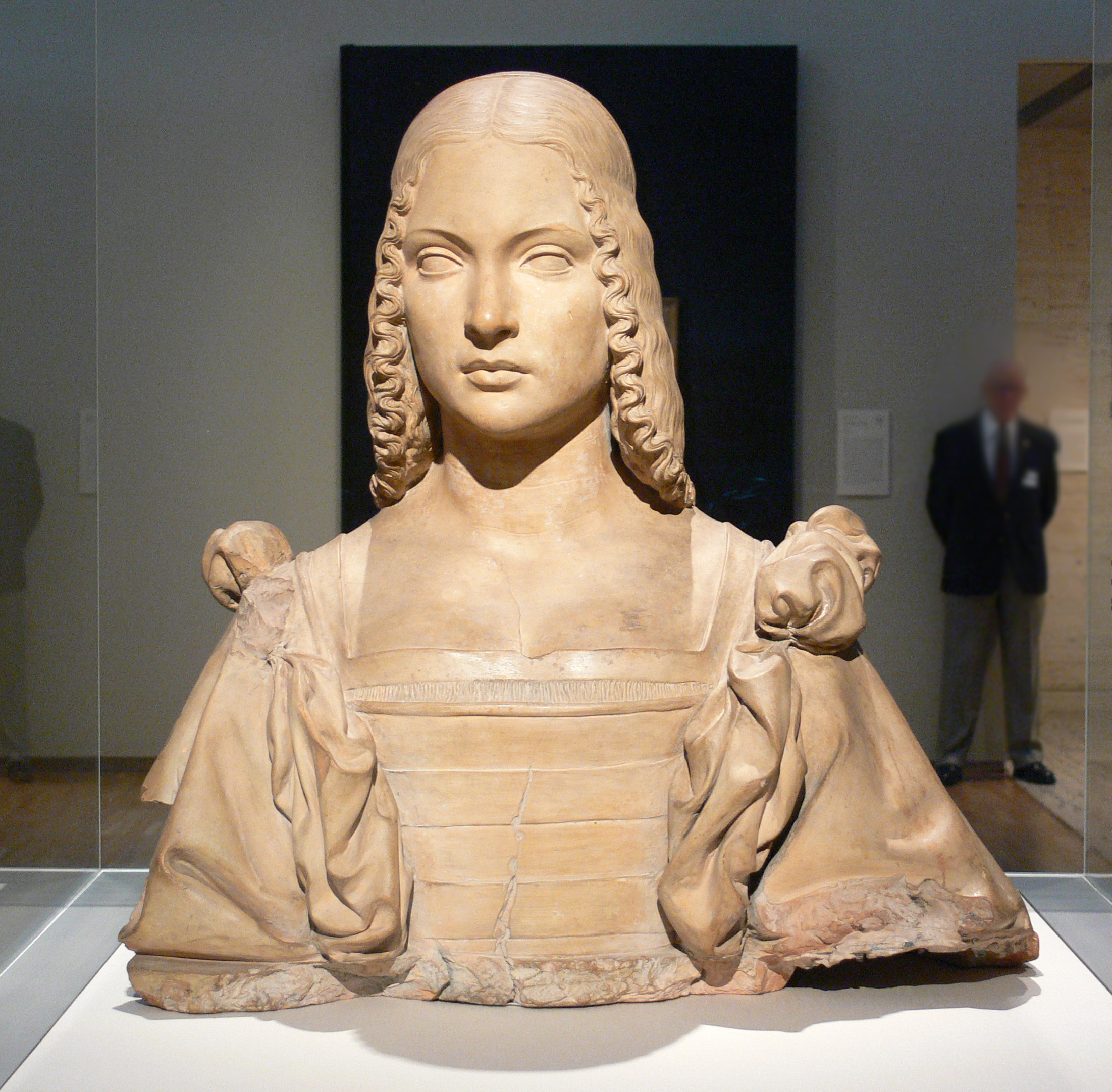
Portrait de femme
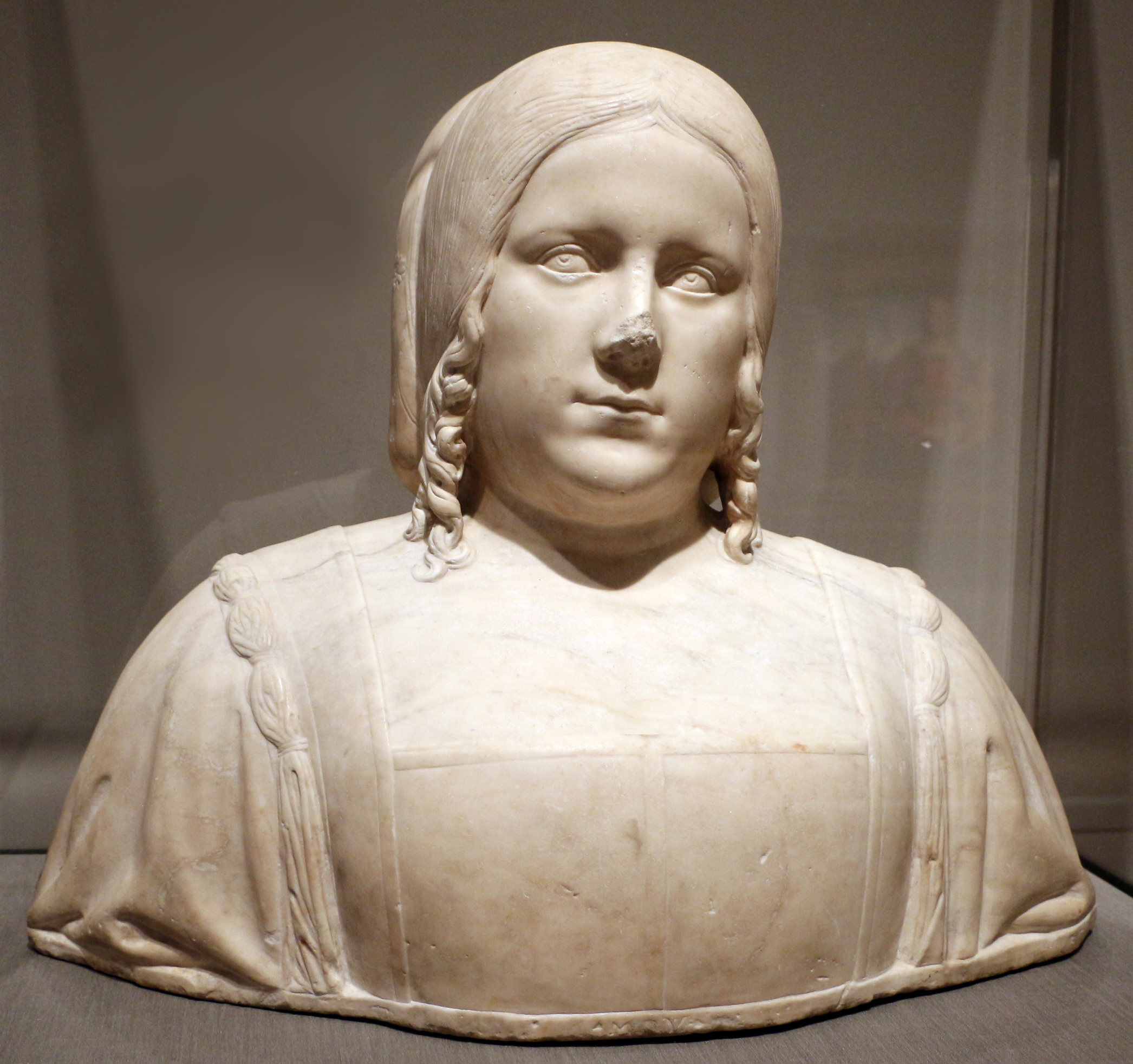
Catherine Cornaro, Reine de Chypre, 1505
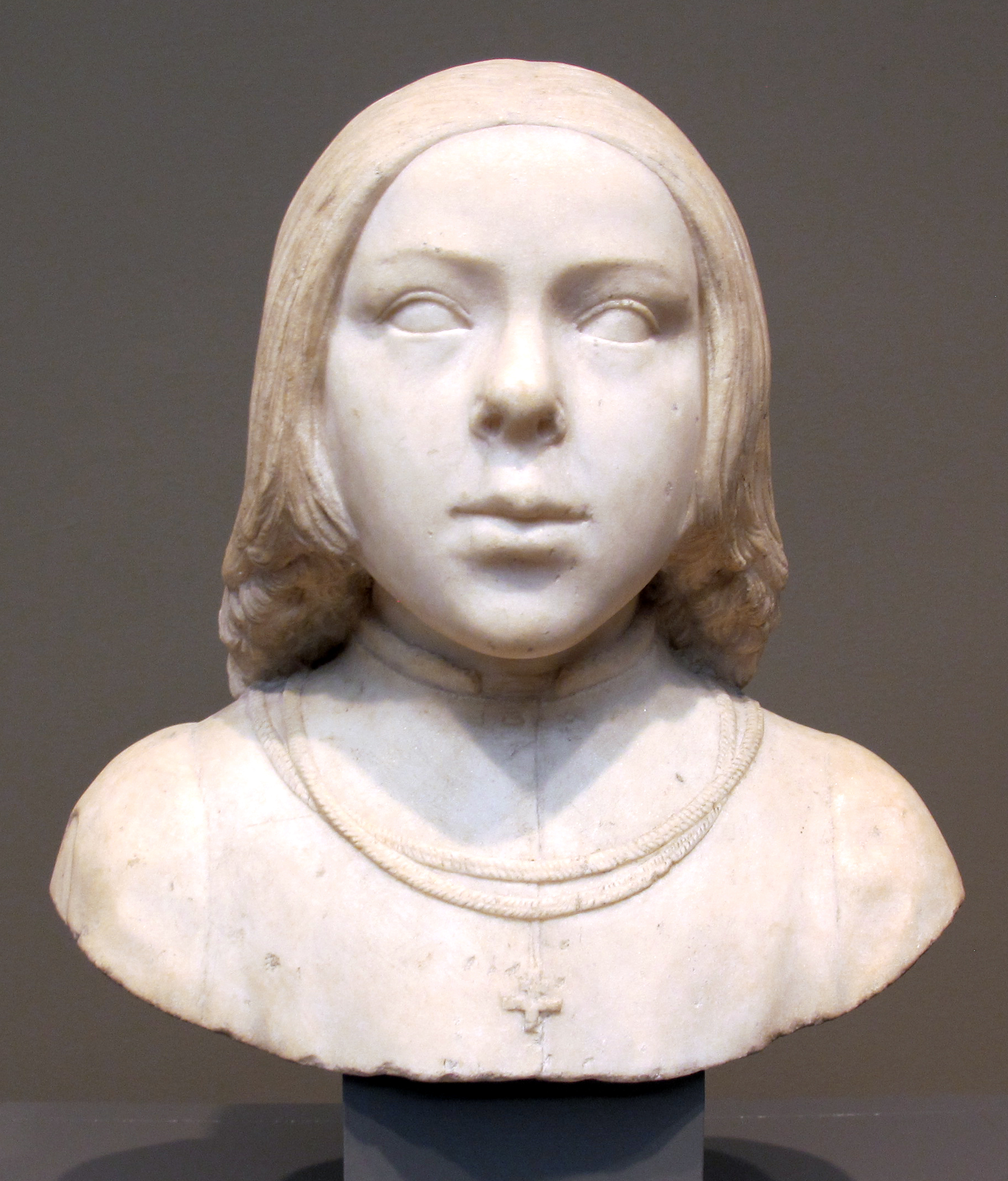
Ce Jeune homme de 1490/1510 lui est attribué
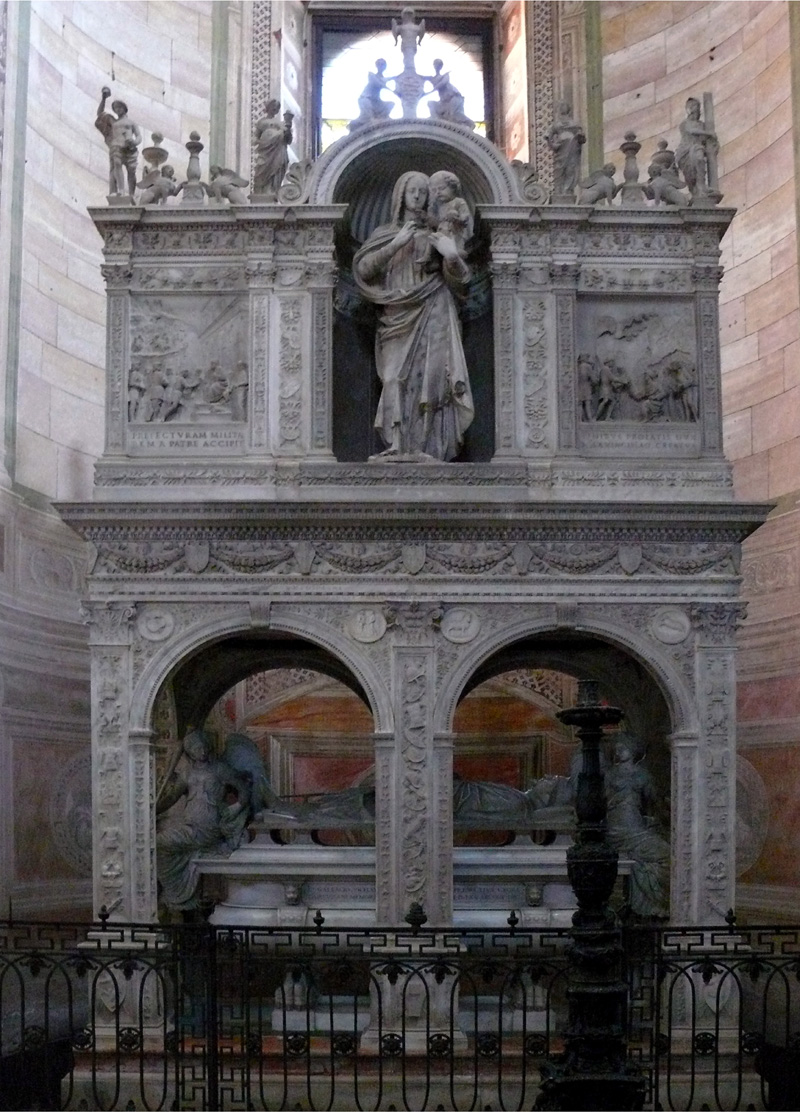
Tombe de Gian Galeazzo Visconti dans la Chartreuse de Pavie
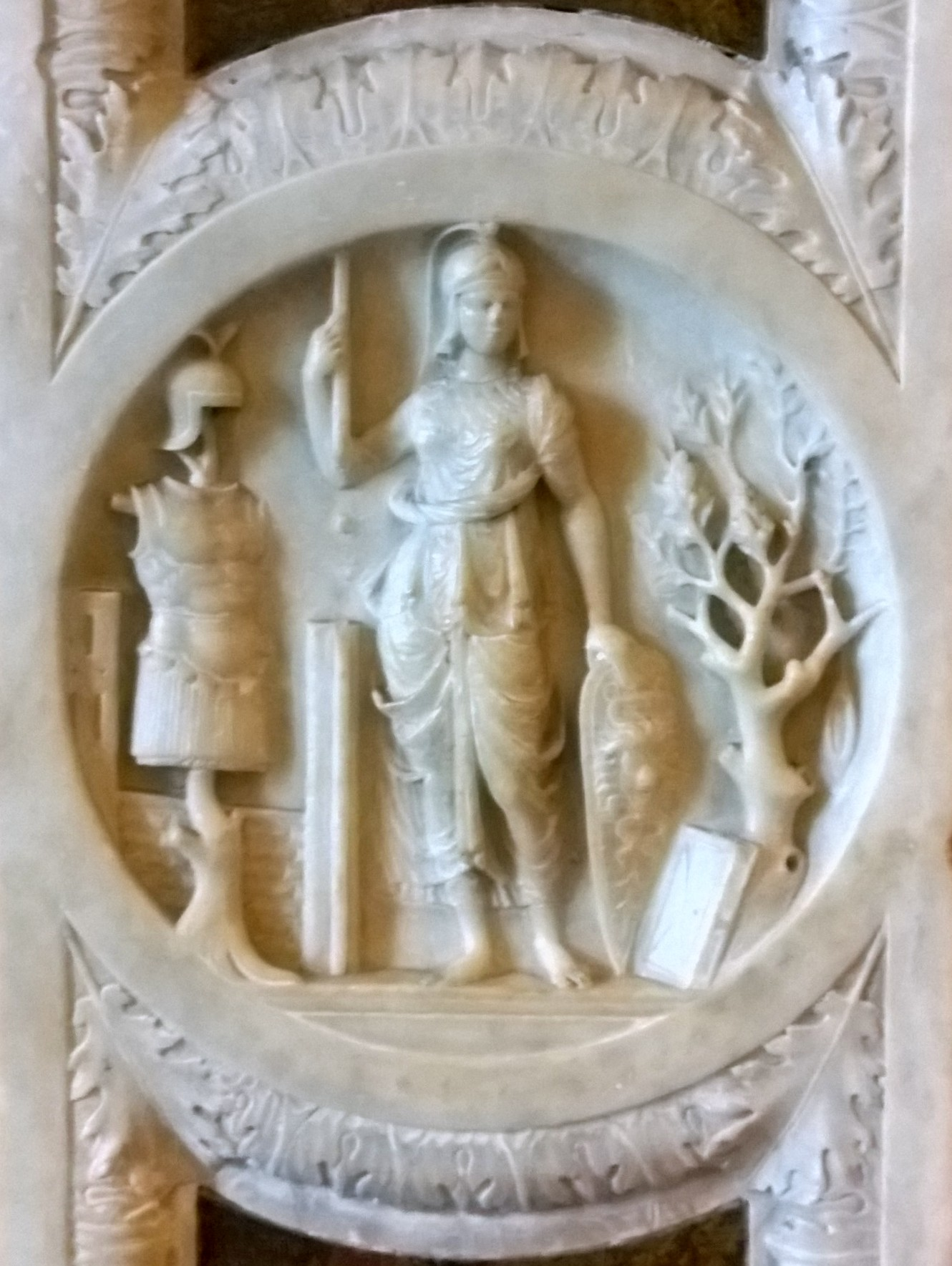
Studiolo d’Isabelle d'Este.
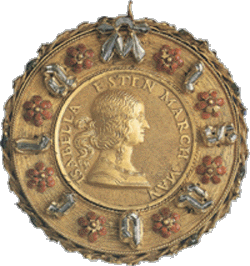
Médaille à l’effigie d’Isabelle d'Este.
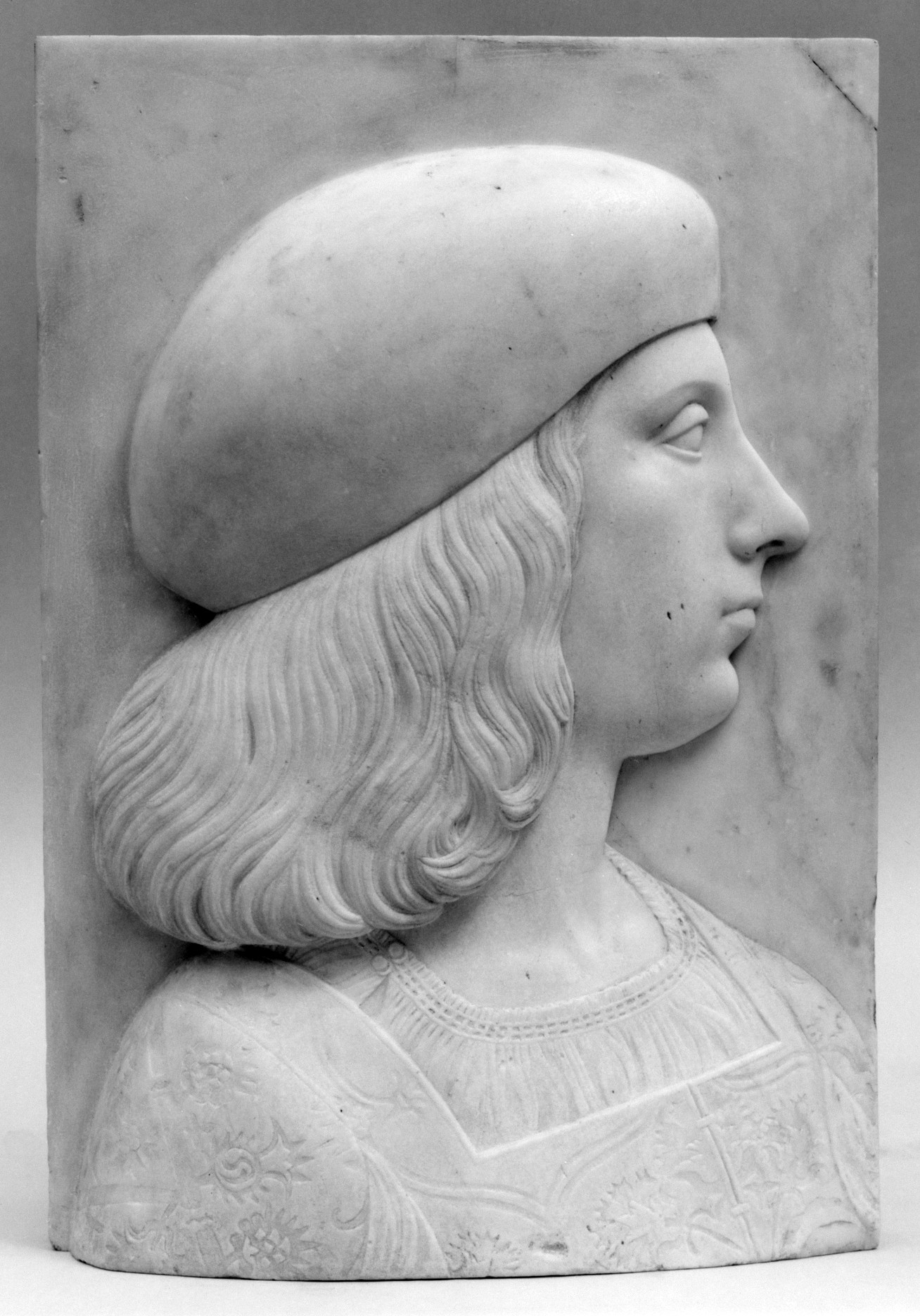
Portrait d’un jeune patricien.
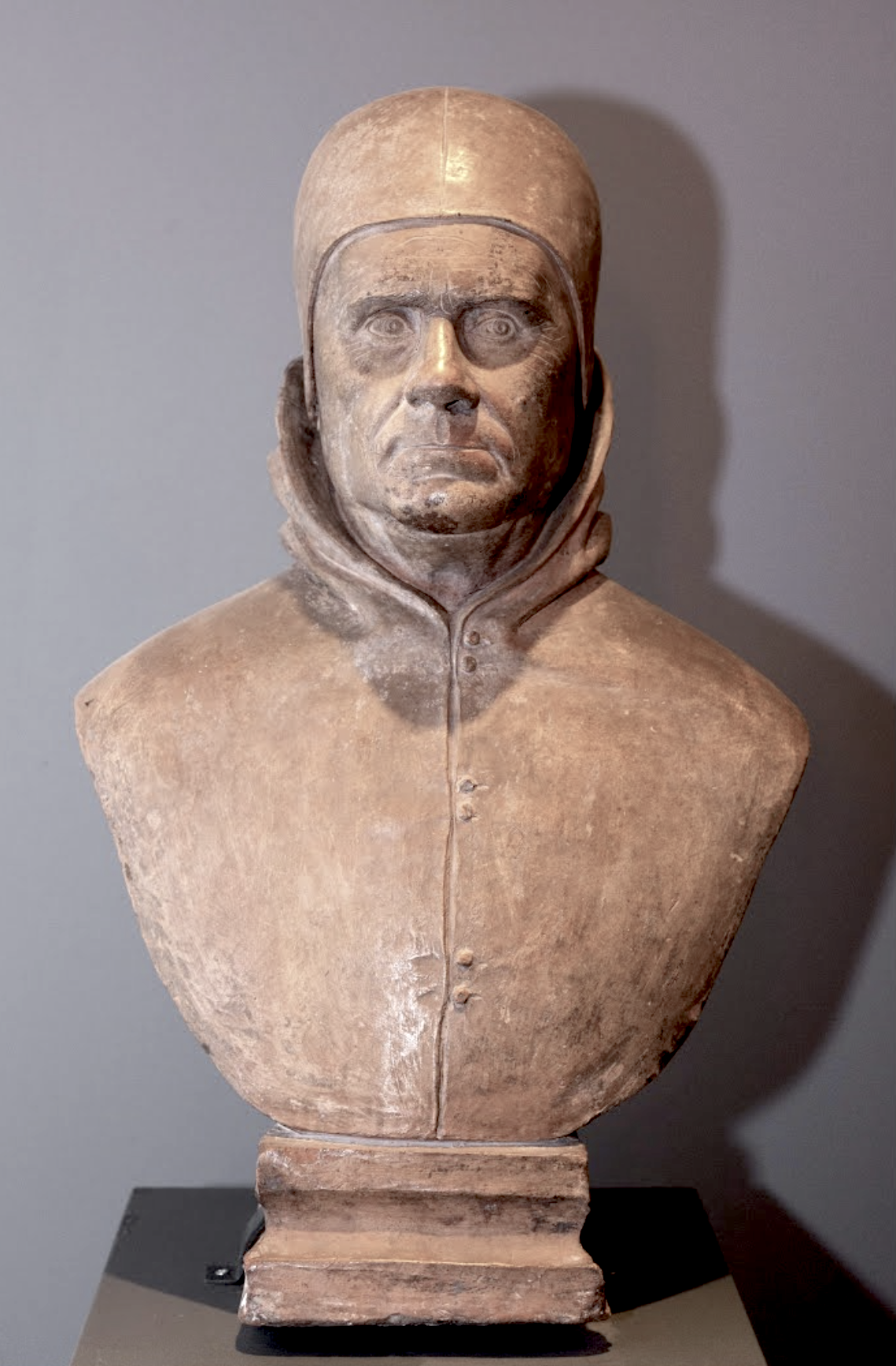
Buste de Jules II.